# Valentina Cherevatenko
Valentina Cherevatenko (en ruso: Валент́ина Ив́ановна Черев́атенко) es una activista rusa defensora de los derechos humanos y defensora de la paz en el sur de Rusia, en el Cáucaso y, más recientemente, en Ucrania. Es fundadora y presidenta de la ONG Mujeres del Don, puesta en marcha en 1993.
En 2016, su activismo fue reconocido con dos premios internacionales. Por un lado, en octubre de 2016, se le concedió la mención especial del premio Anna Politkovskaya. La principal ganadora de este premio fue la periodista colombiana Jineth Bedoya Lima; ambas recibieron el galardón en marzo de 2017 en Londres. Y, por otro lado, recibió en diciembre de 2016, en Berlín, el premio creado de forma conjunta entre los gobiernos francés y alemán, concedido por primera vez en ese año a 15 hombres y mujeres de todo el mundo. Ambos premios se le concedieron en reconocimiento a su labor como activista y en respuesta a la situación de persecución que sufre, motivada por su activismo. El gobierno ruso ha mostrado su disconformidad ante sus actividades y las de la ONG Mujeres del Don, por lo que presentó cargos penales contra Valentina Cherevatenko en aplicación de la Ley de Agentes Extranjeros de 2012, que finalmente fueron retirados en julio de 2017.

## Biografía
Valentina creció en Novocherkassk, en la región de Rostov, donde vivió en primera persona los acontecimientos de la denominada 'masacre de Novocherkassk', ocurrida en junio de 1962, en la que el ejército soviético arremetió contra manifestantes desarmados. Posteriormente, se enteró de que su madre, por entonces con 23 años de edad, le había salvado la vida a un policía durante esos acontecimientos.
Su padre era ucraniano, siendo la ciudad de Novocherkassk una ciudad con vínculos históricos con Ucrania, al igual que sus habitantes actuales (170.233 habitantes en 2016).

## Primera intervención en un conflicto armado
A finales de 1990, las oficinas de reclutamiento del ejército en Novocherkassk llamaron a los reservistas de mediana edad de la ciudad y los enviaron a Bakú, la capital del Azerbaiyán soviético.
No se trataba de los campos de entrenamiento locales semestrales a los que solían asistir los hombres soviéticos por lo que los rumores de los continuos disturbios y la violencia en Azerbaiyán alarmaron a la población. El director de la fábrica donde trabajaba Valentina les dio, a ella y a su equipo, acceso a su télex que utilizaron para enviar mensajes urgentes a Gorbachov, Yeltsin y otras figuras importantes en los gobiernos soviético y RSFSR .
Como resultado, los reservistas regresaron a casa. No habían avanzado más allá del aeropuerto de Bakú ni habían entablado combate; a pesar de ello, algunos fallecieron a causa de las balas perdidas.

## Creación de Mujeres del Don
"La Unión de Mujeres del Don es única", se escribió en 2016 en un perfil del sitio web sobre debate sobre cultura y política global OpenDemocracy, sobre la ONG Mujeres del Don. El organismo no gubernamental fue creado en 1993 con el objetivo de ayudar a las mujeres de la localidad que quedaron desempleadas a raíz del colapso soviético. Durante los últimos años, Mujeres del Don se ha convertido en "una de las ONG de derechos humanos y civiles más importante de Rusia".

## Visita a Chechenia
En 2012, después de la tercera reelección de Putin como presidente de Rusia, se aprobó una ley que requería que las ONG que recibían fondos del extranjero y participaran en "actividades políticas" se registraran como agentes extranjeros (la ley Russian foreign agent law).
Como muchas otras organizaciones no comerciales de largo recorrido, las Mujeres del Don se negaron a aceptar este término y, voluntariamente, se agregaron al Registro organizado por el Ministerio de Justicia. A partir de ese momento, se ejerció presión sobre la ONG, por lo que Cherevatenko y sus colegas decidieron dividir Mujeres del Don en dos organizaciones distintas, una que se ocupaba de asuntos a nivel local (la Unión de Mujeres del Don, que opera en la región de Rostov), y la otra operaba en Rusia y en el extranjero (la Fundación "Mujeres del Don" para la Sociedad Civil y los Derechos Humanos).
La Unión de Mujeres del Don fue, sin embargo, declarada en 2014 como Agente Extranjero. Dos años después se retiró esta denominación aunque todavía se aplica a la Fundación Mujeres del Don. 

## Contactos con Nadia Savchenko
En su papel como miembro de la Agencia de Supervisión Pública para los lugares de reclusión administrada por el Servicio Penitenciario Federal en la región de Rostov, Valentina visitó regularmente a la piloto de la fuerza aérea ucraniana Nadia Savchenko quien fue encarcelada y trasladada en julio de 2015 al centro de detención preventiva de Novocherkassk. Savchenko estuvo recluida allí antes y después de su condena en el juicio de Rostov, celebrado en marzo de 2016.
Durante este período, Cherevatenko mantuvo informados a los medios de comunicación sobre la salud de Savchenko, que por aquel entonces se negaba a comer o beber, sus informes eran publicados en diversos medios de comunicación.
Como consecuencia de este comportamiento, Cherevatenko perdió su puesto en la Agencia de Supervisión.

## La diplomacia popular y los Acuerdos de Minsk
El 24 de julio de 2015, Valentina y las Mujeres del Don sugirieron, en un discurso ante el Consejo Presidencial de Sociedad Civil y Derechos Humanos, que la diplomacia popular también debería formar parte de los Acuerdos de Minsk, estableciendo condiciones para poner fin al conflicto armado en el este de Ucrania y garantizar respeto de los acuerdos por todas partes.
Cherevatenko dijo que tales reuniones preliminares ya habían tenido lugar entre las mujeres de Ucrania y de Rusia, en las que participaron periodistas, miembros de ONG y grupos de acción y especialistas como psicólogos, médicos y otros— dispuestos a ayudar a las personas y apoyar al proceso de diálogo. Ante esta situación, la activista rusa afirmó que se estaban "implementando una gran cantidad de iniciativas para superar la ruptura de las relaciones [anteriormente] estrechas, para resistir la propaganda y ayudar a la formación de un enfoque crítico, y para ayudar a quienes sufren los efectos del estrés postraumático".

## Cargos contra Cherevatenko
A finales de junio de 2016, se abrió formalmente una investigación penal contra la activista rusa en virtud de la ley de 2012 sobre ONG de "agentes extranjeros", siendo la activista rusa la primera persona a la que se le abrió una investigación en aplicación de esta ley. Fue acusada de "evasión dolosa" de las obligaciones impuestas a las "ONG que desempeñan funciones de agente extranjero" y, si la declaran culpable, podría pagar una fuerte multa o ser condenada a dos años en una colonia penal. Este ataque a un destacada defensora de los derechos humanos despertó preocupación en Rusia y en el extranjero.
El 2 de junio de 2017, fue acusada formalmente del delito. Dos meses después, se retiraron los cargos.